# Arnold Rosé
 (novembre 2024).
 (novembre 2024).
Si vous disposez d'ouvrages ou d'articles de référence ou si vous connaissez des sites web de qualité traitant du thème abordé ici, merci de compléter l'article en donnant les références utiles à sa vérifiabilité et en les liant à la section « Notes et références ».
Arnold Rosé, né à Iași (Roumanie actuelle) le 24 octobre 1863 et mort à Londres le 25 août 1946, est un violoniste autrichien d'origine roumaine, qui a été premier violon de l'Orchestre philharmonique de Vienne pendant plus d'un demi-siècle. Il a travaillé en étroite collaboration avec Brahms. Gustav Mahler était son beau-frère. Bien que n'étant pas connu à l'échelle internationale en tant que soliste, il était un premier violon unanimement apprécié et un passionné de musique de chambre, leader du célèbre Quatuor Rosé pendant plusieurs décennies.

## Jeunesse
Arnold Rosé est né à Iaşi le 24 octobre 1863 dans ce qui est aujourd'hui la Roumanie. Comme lui et ses trois frères montraient de grandes facilités pour la musique, la famille a déménagé à Vienne où son père a créé une entreprise florissante en tant que constructeur de chariots. Arnold a commencé ses études musicales à l'âge de sept ans, et à dix entra dans la classe de violon au conservatoire de Vienne, où il a reçu l'enseignement de Karl Heissler.

## Carrière à Vienne
Il fait sa première apparition en 1879 lors d'un concert du Gewandhaus de Leipzig, et le 10 avril 1881, il est apparu avec la Société Philharmonique de Vienne pour la création dans cette ville du concerto pour violon de Goldmark sous la direction de Hans Richter. Peu de temps après, il a reçu un engagement comme violon solo et premier violon au Hoftheater ou Opéra de la Cour Vienne (qui deviendra plus tard le Staatsoper). Cet orchestre, dans la tradition viennoise, jouait à la fois dans la fosse d'orchestre et sur la scène, et la société mère de l'orchestre philharmonique de Vienne. Il est resté premier violon de ces deux vénérables institutions jusque dans les années 1930. Sa réputation en tant que leader d'orchestre est devenu légendaire. Pour Sir Adrian Boult, il était tout simplement « le plus grand premier violon d'Europe de son temps ».
En 1882, il a fondé le célèbre Quatuor Rosé, qui a été considéré comme le meilleur quatuor à cordes de ce temps.
De 1893 à 1901, Rosé a enseigné au conservatoire de Vienne, il a rejoint la faculté en 1908 et est y resté jusqu'en 1924. En 1888 Rosé a fait des tournées réussies en Roumanie et en Allemagne, et en 1889 a été nommé premier violon au Festival de Bayreuth. L'histoire raconte que lors d'une représentation de La Walkyrie de Richard Wagner, l'orchestre était en train de s'égarer. Rosé s'est levé et a ramené l'orchestre au bon endroit de la partition et au bon tempo.
Gustav Mahler a déménagé de Hambourg à Vienne en 1897, afin de prendre la direction de l'Opéra de Vienne. Ses sœurs Justine et Emma Mahler l'ont rejoint à Vienne un an plus tard. Eduard Rosé (frère d'Arnold) a épousé Emma ce même mois. Justine a continué à vivre avec son frère Gustav, tenant la maison pour lui. Il ne fallut pas longtemps avant qu'un attachement amoureux ne se forme entre elle et Arnold. Cependant, il est resté secret, Justine ne voulant pas se marier tant que son frère ne s'était pas marié. Ce qui s'est passé en 1902 quand Gustav a épousé Alma Schindler qui était sa cadette de près de vingt ans. Elle était considérée comme « la plus belle fille de Vienne », et était la fille de l'artiste paysagiste Emil Jakob Schindler. Ils se sont mariés le 9 mars 1902, et Arnold Rosé et Justine Mahler le jour suivant.

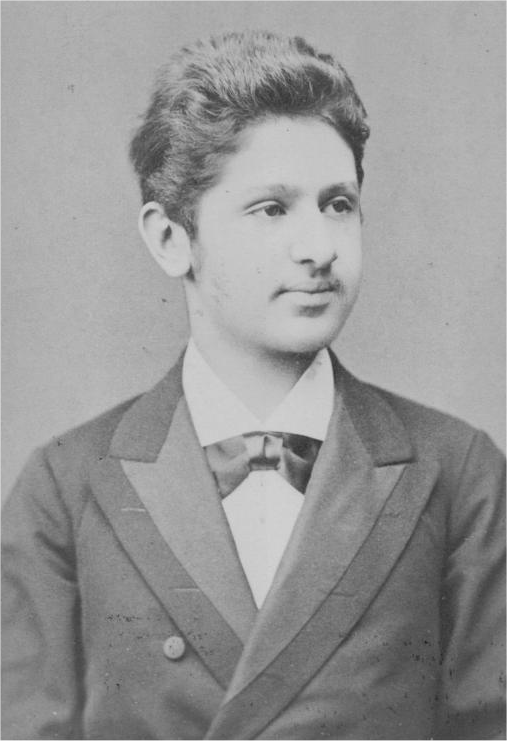
Arnold Rosé en 1887

## La persécution et l'exil
La famille Rosé vivait dans des conditions confortables, mais la vie n'a jamais été facile pour les juifs partout en Europe. L'Empereur François-Joseph Ier avait garanti la « liberté de religion et de conscience » en 1867, mais la réalité était souvent différente. Le couple Rosé a eu deux enfants: Alfred Rosé (en) (1902-1975), qui est devenu un pianiste et chef d'orchestre, et Alma Rosé (1906-1944) qui était une violoniste très accomplie, mais dont la carrière a pris une tournure tragique puisqu'elle a fini par diriger un orchestre de prisonnières dans le camp de concentration d'Auschwitz-Birkenau. Elle est finalement décédée dans le camp.
Justine Rosé est décédée le 22 août 1938. Arnold a été très meurtri par sa mort. Impossible de continuer à vivre sous l'occupation nazie, il quitte Vienne quatre semaines plus tard et a voyagé en passant par les Pays-Bas jusqu'en Angleterre où il a passé les six dernières années de sa vie. Il a continué à jouer de la musique de chambre avec Buxbaum et d'autres collègues. Ses dernières apparitions datent de 1945; ainsi sa carrière s'est étalée sur plus de 65 ans. Après avoir appris la terrible nouvelle de la mort de Alma à Birkenau, il a eu du mal à poursuivre son travail, et il est mort peu après. Il a publié les éditions des sonates pour violon de Bach et celles de Beethoven et ainsi que les Quatuors op. 18 de Beethoven.
En janvier 1946, l'Orchestre philharmonique de Vienne « a souhaité rétablir » Rosé comme premier violon, mais il a refusé, déclarant en février que « cinquante six nazis étaient restés dans le Philharmonique de Vienne » - une estimation qui pour son fils semblait être beaucoup trop élevée, mais que l'on sait maintenant être proche du nombre réel de cinquante (soixante avaient été membres du parti pendant la Seconde Guerre mondiale, et après la victoire des Alliés, l'orchestre avait expulsé dix membres pour leurs activités nazies).